# Iglesia de Santa María Reina (Cabudare)
La Iglesia Santa María Reina es una obra arquitectónica construida gracias a la fundación alemana adveniat y fundada por el padre Domingo Pérez y el padre Eloy Guijarro. 
Ha tenido 3 sacerdotes desde su fundación hasta la actualidad, el Padre Domingo Pérez, el Padre Víctor Mendoza, el Padre Jackson Rodríguez, El Padre Cristóbal Monges, el Padre Eduar Merlo, y por último y asignado en marzo de 2024 el padre Francisco.

## Historia
Ubicada en la primera etapa de la urbanización Chucho Briceño, en la carrera 6 con calle 4, recibe una gran cantidad de feligreses de distintos lugares cercanos. Las misas se celebran de lunes a sábado a las 5:00 p. m. y los domingos de 8:00 a. m., recibiendo una mayor cantidad de personas este día. 
Normalmente se mantiene gracias al aporte recibido por parte de la gobernación del estado Lara y el presupuesto participativo. De igual manera se realizan actividades de vendimias con la ayuda de la comunidad para generar ingresos.

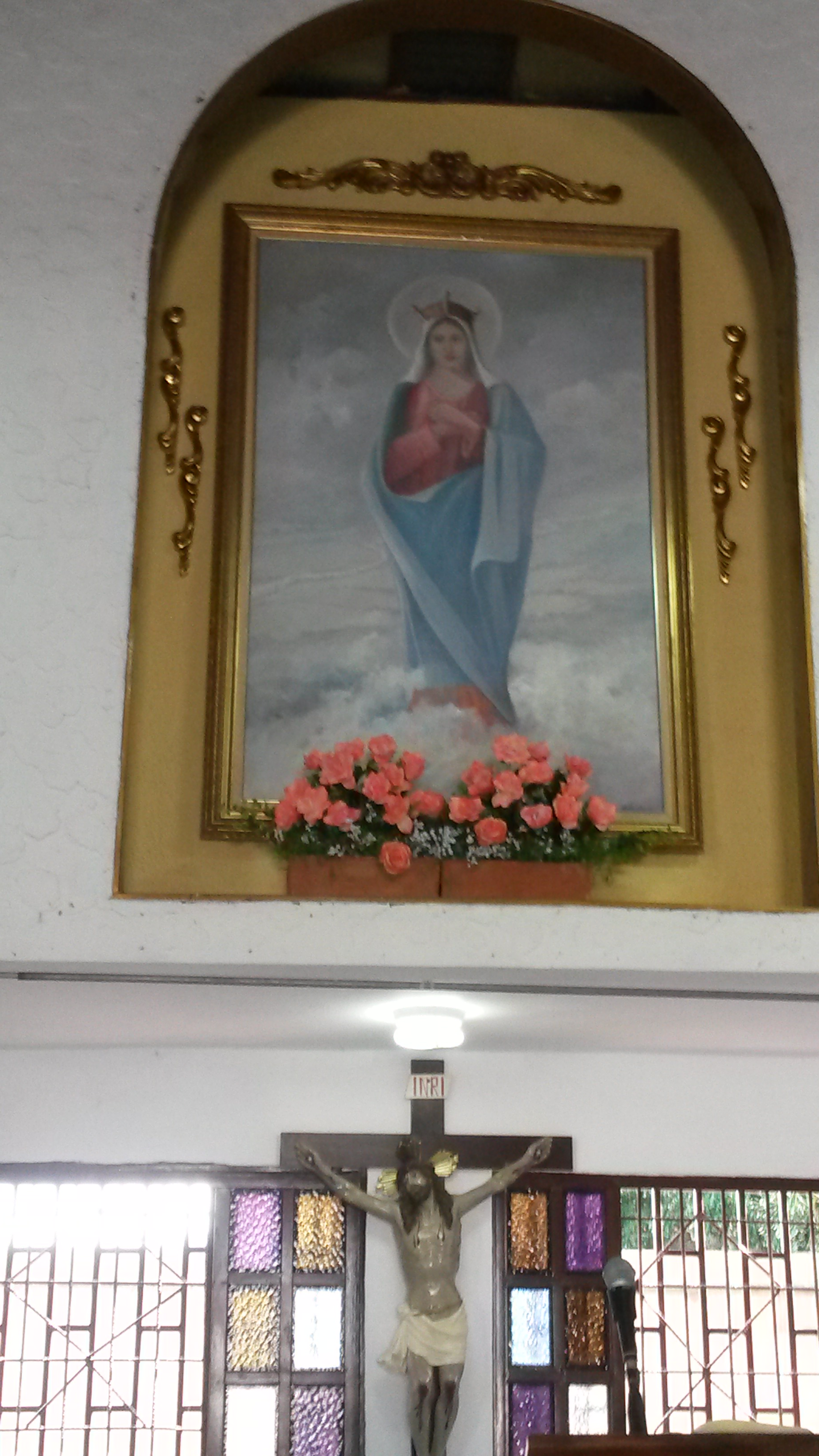
Pintura de la virgen emblemática de la iglesia

Además ofrece clases de teología para el público en general, catecismo, y preparación para confirmación y el matrimonio. La iglesia cuenta con grupos de jóvenes con edades comprendidas entre 13 y 24 años.